# Home (chanson d'Angela Aki)
Pour les articles homonymes, voir Home.
Singles de Angela Aki
Kokoro no Senshi (心の戦士)
(2006)
HOME est le premier single d'Angela Aki.

## Le single
| 1. | HOME                                  | Angela Aki                                  | Angela Aki, Motoki Matsuoka | 4:59 |
| 2. | Kiseki (奇跡)                         | Angela Aki                                  | Angela Aki, Motoki Matsuoka | 3:32 |
| 3. | Will You Dance (Reprise de Janis Ian) | Janis Ian, Angela Aki (paroles en japonais) | Angela Aki, Motoki Matsuoka | 3:26 |